# Makossa

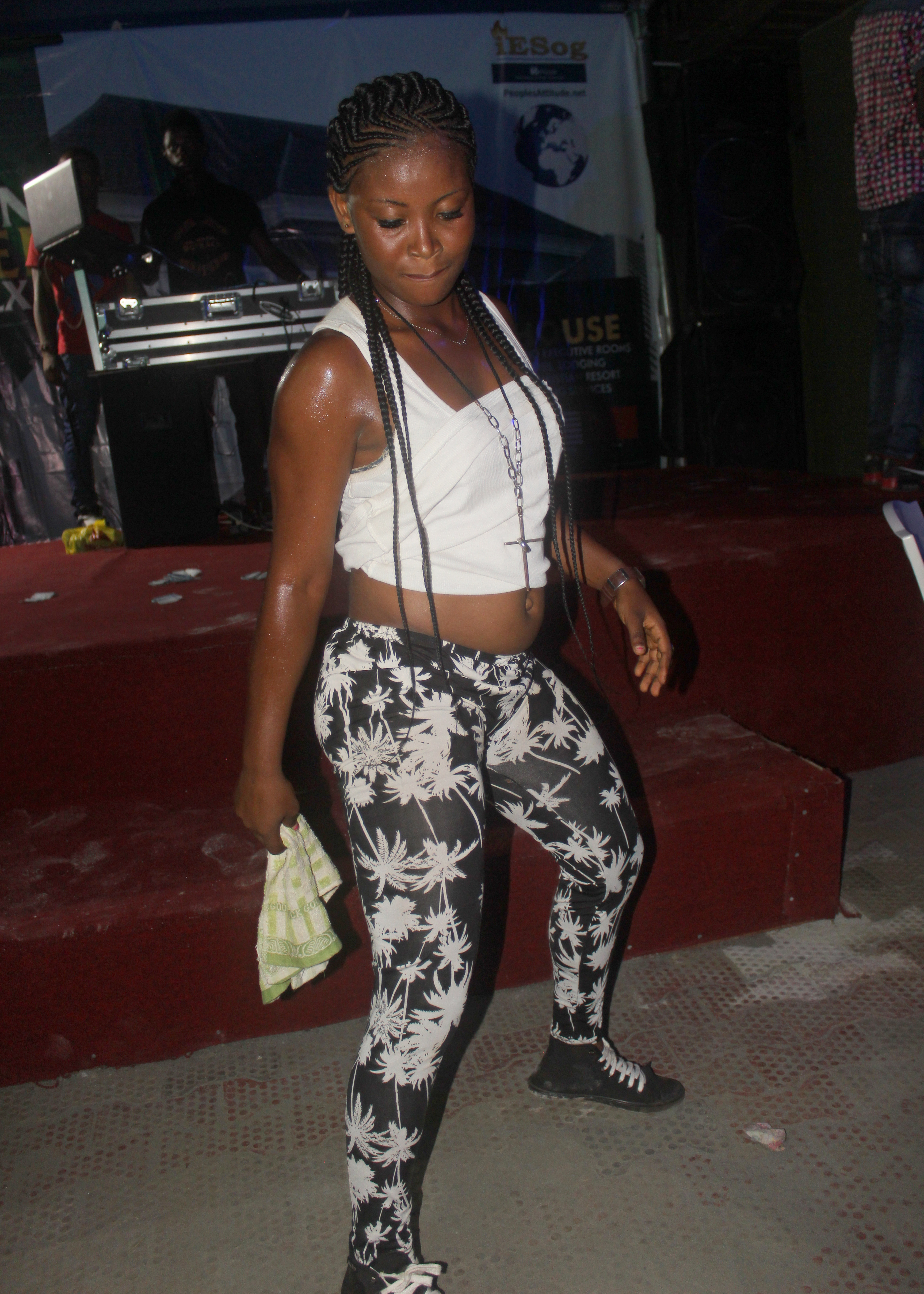
En kvinna som dansar till Makossa.

Makossa är en musikgenre med ursprung i Douala, Littoral Region, franska Kamerun i slutet av 1800-talet.  Liksom mycket annan musik från Afrika söder om Sahara, använder den starka elektriska basrytmer och framträdande bleckblåsinstrument. Makossa och Bikutsi är exempel på traditionella dansrytmer influerade av modern musik. 